# 自立のための 3歩の住まい -超高齢社会の居室整備-
静岡県は、2002年に新設された静岡県立静岡がんセンターとファルマバレーセンターを中核機関として、住民に最善のがん医療を提供し、同時に、地域における医療健康産業の活性化を図る「ファルマバレープロジェクト」を進めてきた。その結果、初期の目標とした「医療城下町」が、がんセンター周辺地域に構築され、その成果をもとに、「超高齢社会の理想郷」を目指す「医療田園都市構想」を推進している。

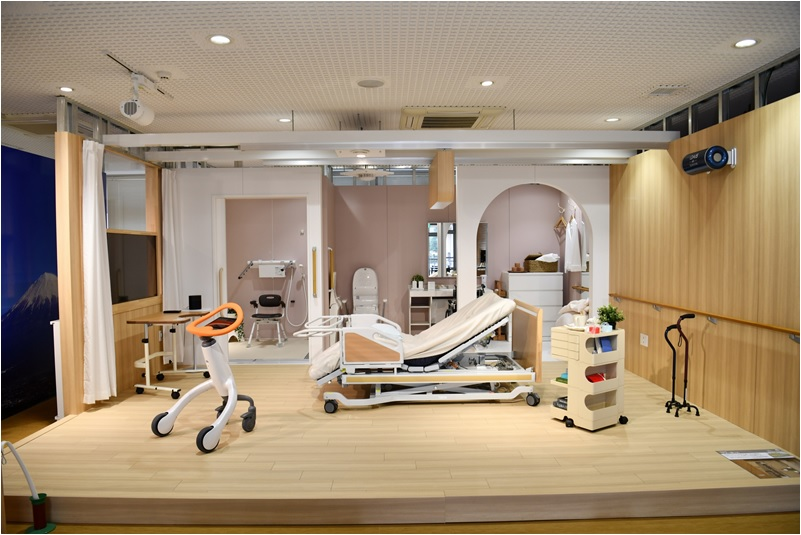
「自立のための ３歩の住まい」モデルルーム

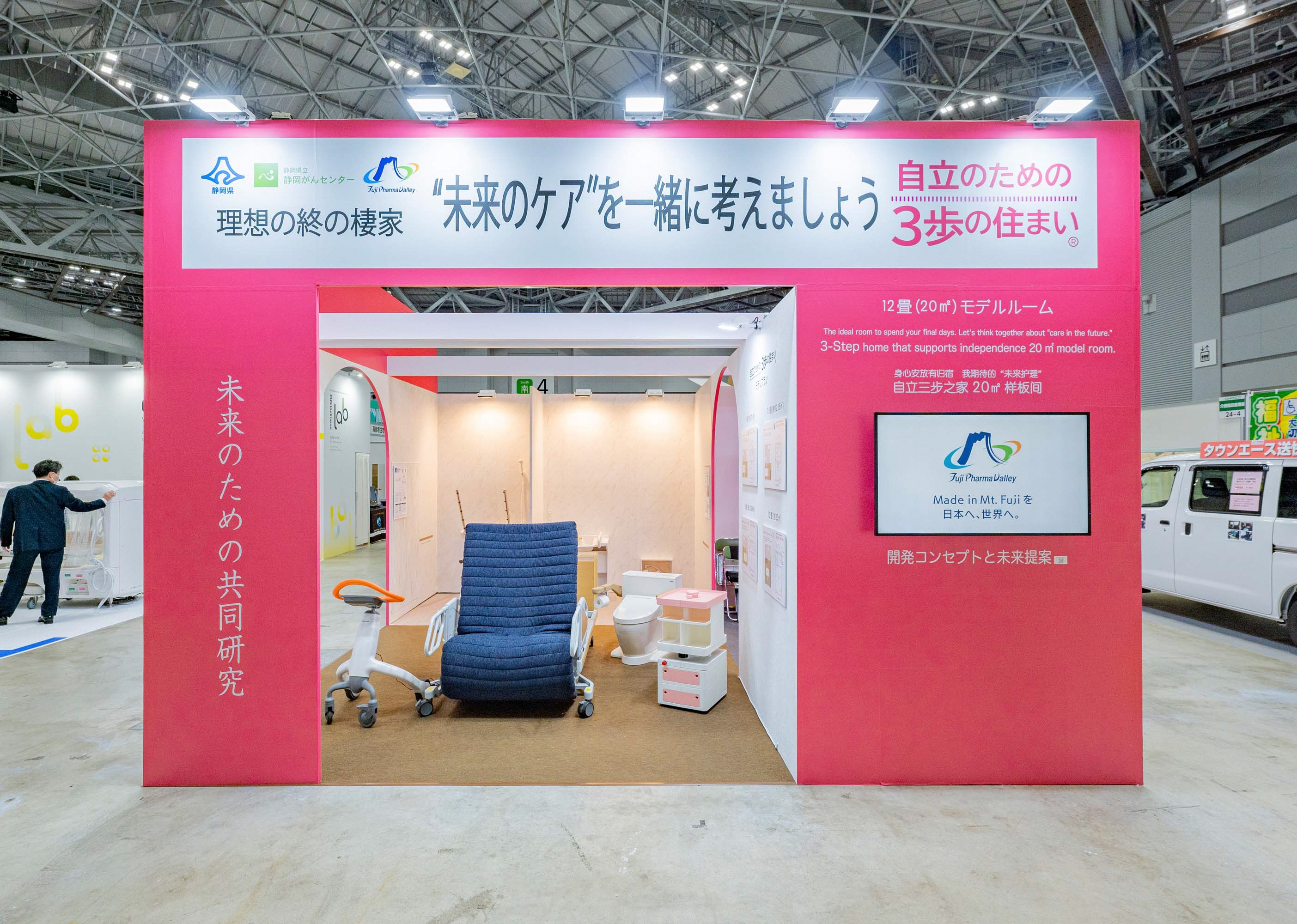
CareTEX東京’25展示

2019年からは、新たな構想の一環として、ゲノム解析、疾病管理、自立支援のための住まいづくり・ものづくりをテーマとする「健康長寿延伸・自立支援プロジェクト」を立ち上げ、その成果を医療健康福祉ビジネスに活かす試みにチャレンジしている。「自立のための3歩の住まい」は、その試みの一つである「人生百年時代の住宅整備プロジェクト」の成果である。　　　　　　　　　　　　　　　　　　　　

## 概要
人間の平均寿命と健康寿命との間には約10年間のギャップがある。多くの場合、その差は、人手による介護や高齢者施設への入居などによって埋められているが、超高齢社会においては家族、在宅介護、高齢者施設、行政などへの社会的負担が過大となっている。
「健康長寿延伸・自立支援プロジェクト」では、個人の努力とともに、科学技術に基づく疾病予防・治療、老化現象を和らげる製品開発、行政サービスなどにより「健康寿命の延伸」を図り、健康寿命が尽きた後には居室整備やロボット・人工知能の活用により自立を支援し、要介護期間を短縮させることを目標にしている。その上で、最終的に介護が必要になった人々に対し、社会の介護力を集中させ、より良い介護の実現を目指すこととした。
|  |
|  |

「自立のための3歩の住まい」は、自立を支援し、生活の質の向上を図るための住まいの開発を目的としたプロジェクトである。認知機能に問題がない高齢者や身体的弱者を対象とし、これらの人々が、健康寿命が尽きた後の数年間を人手を借りずに、快適に暮らせる住まいづくりを目指している。
何らかの身体的障害を持つ人間が、自立して安楽に暮らすには、一つの部屋に生活のための機能を集中することが望ましい。どのような大邸宅に住んでいても、移動が困難になれば生活の拠点は一つの部屋にならざるを得ない。そこで、「自立のための3歩の住まい」では、「歩行距離の最小化（3歩へのこだわり）」、「医療・介護に適した居室」、「設備・備品のロボット・AI化」、「家族・社会との絆」の4点を重視し、2021年3月、ファルマバレーセンターにモデルルームを完成させた。
設計・整備は、静岡県、静岡がんセンター（看護部門、緩和医療科、整形外科、リハビリテーション科など）、ファルマバレーセンター，医療建築・設備備品関連企業から成る“人生百年時代の住宅整備コンソーシアム”によって実現された。
モデルルームには多くの見学者が訪れ、高齢者施設やハウスメーカーによる社会実装が検討されている。また、コンソーシアムのもう一つのテーマである「20年後の高齢者居室モデル」を開発するための共同研究室としての役割を果たすため、コンソーシアムの“未来検討チーム”が活動している。

## 特徴

### 1. モデルルーム設計
設計方針には、静岡がんセンターでの治療・ケアの経験が生きている。がん患者を対象としたケアは、健康寿命が尽きた高齢者のケアに類似している。一般の人々では、健康寿命が尽きてから、死に至るまで約10年の期間があるが、悪化したがん患者では、それが1年未満に短縮されることが多い。20年間で約2万人の最期の看取りを行った実績と経験に基づき、健康寿命が尽きた高齢者や身体障害者の自立支援のためのノウハウが提供されている。また、モデルルームの設計にあたっては、「コルビュジエのカップ・マルタンの休暇小屋」、「静岡がんセンター緩和ケア病室」、「高齢者住宅（山口邸別棟）」の3つの既存例を参考とした。
本事業は、令和6年度の国土交通省「人生100年時代を支える住まい環境整備モデル事業」に採択され、モデルルームの社会実装を目指し、標準設計マニュアルを作成した。標準設計プランとしては6畳、7.5畳、8畳、12畳タイプを準備したが、図には「標準設計プラン 8畳タイプ」を示した。
|  |
|  |

各種設備の配置は、これまでの住宅の居室とは大きく異なっている。その理由は、1日の大半を過ごすベッドを中心に据え、医療・介護のためその周囲を広くとり、その上で、ベッドから横並びに配置されたトイレ、シャワー、洗面所へ3歩で到達できる距離感を持たせたためである。

### 2. 4つの特徴
| 特徴                    | 主な仕様・設備等 |
| ----------------------- | --- |
| ①３歩へのこだわり       | ・排泄の容易さを必須要件と考え、ベッドから3歩の距離にトイレを配置し、その左右に洗面所とシャワー室を設置。 ・床材には柔らかい素材を使用し、転倒時の骨折防止にも配慮                                                                                    |
| ②医療・介護に適した居室 | ・感染病防止のため新たに開発した、抗ウイルス、抗菌、消臭、抗アレルギー機能を備えた床・壁材を用い、除菌脱臭空気洗浄装置も導入。 ・生活補助天井レールは、患者の道具箱を吊り下げるとともに、必要に応じて、患者を吊り下げて移動させるリフトにも使用可能。 |
| ③ロボット化・AI化       | ・高齢者の立ち上がりを支える介護用電動ベッドや音声操作のスマートスピーカーを整備。 ・患者の身体機能を学習し、適切な負荷をかけ、運動能力を高める歩行訓練ロボットを整備。                                                                               |
| ④家族・社会との絆       | ・家族、社会との絆が薄れると認知機能の低下が進む可能性があるため、家族とのテレビ会議や遠隔医療が実施可能な高機能ディスプレイを設置。 |

## 共同研究室としての役割
「自立のための 3歩の住まい」のモデルルームは、20年後の高齢者居室モデルのための共同研究室としても位置づけている。そこで、見学者を募り、共に議論し、新たな機能・設備備品・サービスのアイデアを生み出す場として活用している。2025年3月末の時点で見学者総数は1,816名に達している。
さらに、全国の介護・ケアの関係者への周知を図り、意見交換を行うため、2023、2024年度には、日本最大級の介護に関する展示会「ケアテックス東京」で「未来のケアを一緒に考えましょう」をキャッチコピーとして、モデルルームの一部機能を展示した。

## 人生100年時代の住宅設備コンソーシアム
「自立のための3歩の住まい」は、静岡県庁、静岡県立静岡がんセンター、ファルマバレーセンター、プロジェクト総括企業１社、設計企業７社、部材供給企業４社及び設備供給企業５社からなる「人生100年時代の住宅設備コンソーシアム」を立ち上げて取り組んでいる。

## 取り組み
| 時期        | 内容                                                                                                 |
| ----------- | --- |
| 平成13年2月 | ・富士山麓先端医療産業集積構想（富士山麓ファルマバレー構想）策定                                     |
| 平成14年3月 | ・ファルマバレープロジェクト第1次戦略計画（平成14年度～平成18年度）策定                              |
| 平成14年9月 | ・静岡県立静岡がんセンター開院                                                                       |
| 平成19年2月 | ・ファルマバレープロジェクト第2次戦略計画（平成19年度～平成22年度）策定                              |
| 平成23年3月 | ・ファルマバレープロジェクト第3次戦略計画（平成23年度～令和2年度）策定                               |
| 平成28年度  | ・新拠点 静岡県医療健康産業研究開発センター（ファルマバレーセンター）開所                            |
| 平成30年度  | ・「健康長寿・自立支援プロジェクト」始動                                                             |
| 令和3年3月  | ・ファルマバレープロジェクト第4次戦略計画（令和3年度～令和7年度）策定                                |
| 令和3年3月  | ・ファルマモデルルーム「自立のための 3歩の住まい」をファルマバレーセンター内に開設                   |
| 令和4年3月  | ・「自立のための 3歩の住まい」商標登録                                                               |
| 令和4年8月  | ・提案事業が国土交通省「住まい環境整備モデル事業」に採択                                             |
| 令和5年2月  | ・『「自立のための 3歩の住まい」普及セミナー／安心・安全・快適な自立を支える設備・福祉機器展』を開催 |
| 令和5年3月  | ・『「自立のための 3歩の住まい」の標準モデル 標準設計マニュアル/設計サンプル』を作成                 |
| 令和5年7月  | ・佳子内親王殿下がファルマモデルルームを御視察                                                       |
| 令和5年9月  | ・SBSリフォームプラザ静岡展示場内に「自立のための 3歩の住まい」展示ブース出展                        |
| 令和6年3月  | ・CareTeX東京2024（東京ビッグサイト）で出展し、モデルルームを再現                                    |
| 令和7年1月  | ・静岡コンソーシアムキックオフミーティング開催                                                       |
| 令和7年2月  | ・CareTeX東京2025（東京ビッグサイト）で出展し、モデルルームを再現                                    |

## 写真ギャラリー
|  |  |  |
|  |  |  |
|  |  |  |